# Psača
Psača ou Psatcha (en macédonien : Псача) est un village du nord-est de la Macédoine du Nord, situé dans la commune de Rankovce. Le village comptait 539 habitants en 2002. Il se trouve près de la rivière Kriva, au pied du passif de l'Osogovo. Il est connu pour son église Saint-Nicolas, construite au XIVe siècle.

## Démographie
Lors du recensement de 2002, le village comptait :
- Macédoniens : 538
- Autres : 1